# Joan Jané Giralt
Joan Jané Giralt (Barcelona, 31 de maig de 1953) és unjugador, entrenador i seleccionador de waterpolo català.

## Biografia
Com a jugador va ser internacional absolut. Va començar la seva carrera waterpolista el 1964 i es va retirar com a jugador el 1983, passant a ser entrenador.
El 1993 comença a dirigir a la selecció de waterpolo masculina d'Espanya. En 11 anys que dirigí la selecció estatal, fins al 2004, aquesta va aconseguir guanyar la medalla d'or als Jocs d'Atlanta 96 i dos títols del món a Perth 98 i Fukuoka 2001.
A l'abril de 2009 va passar a entrenar a la selecció espanyola de waterpolo femení, però al desembre de 2009 va deixar la selecció espanyola per dirigir la selecció de la Xina de waterpolo femení.

## Clubs
- Club Natació Barcelona
- Club Natació Atlètic Barceloneta
- Centre Natació Helios[4]

Com a entrenador:
- Club Natació Terrassa
- Club Natació Barcelona

## Títols
Com a jugador de la selecció espanyola

- 10è als jocs olímpics de Múnic 1972
- 9è als jocs olímpics de Mèxic 1968

Com a seleccionador la selecció espanyola de waterpolo masculí

- 6è als jocs olímpics d'Atenes 2004
- 4t en els jocs olímpics de Sydney 2000
- Or al campionat del Món Fukuoka 2001
- Or al campionat del Món Perth 1998
- Or als jocs olímpics d'Atlanta 1996
- Plata al campionat del Món 1994

Com a seleccionador la selecció espanyola de waterpolo femení

- 8è al campionat del Món Roma 2009

Com a seleccionador la selecció xinesa de waterpolo femení

- Plata al campionat del Món Xangai 2011

## Premis i guardons
- Medalla d'Or de la Reial Ordre del Mèrit Esportiu, atorgada pel Consell Superior d'Esports (2001)[5]